# Holomitrium paraguense
Holomitrium paraguense är en bladmossart som beskrevs av Bescherelle 1891. Holomitrium paraguense ingår i släktet Holomitrium och familjen Dicranaceae. Inga underarter finns listade i Catalogue of Life.